# أطاقلو
أطاقلو هي قرية في مقاطعة شاهين دج، إيران. يقدر عدد سكانها بـ 21 نسمة بحسب إحصاء 2016.